# Пежо тип 184
Пежо тип 184 (фр. Peugeot Type 184) је моторно возило произведено између 1928. и 1931. године од стране француског произвођача аутомобила Пежо у њиховој фабрици у Иси ле Мулиноу. У том периоду је произведено 31 јединица. Овај модел представља покушај Пежоа да прошири своју понуду на велике аутомобиле. Тип 184 је значајно унапређен модел Пежо тип 174. Међутим тадашње тржиште није баш прихватило овај модел па је његова производњ престала након две године без директне замене.
У тип 184 уграђен је ново развијени шестоцилиндричан, четворотактни мотор са вентилима, запремине 3.760 cm³ са излазном снагом од 80 КС при 3000 обртаја, који је постављен напред са погоном на задње точкове (задња вуча). Максиимална брзина је 115 км/ч.
Каросерија је рађена као лимузина и торпедо са местом за шест особа, као и купе кабриолет са местом за двоје. Међуосовинско растојање је 3600 мм, размак точкова од 1430 мм и дужина возила је 5200 мм.

## Галерија
- Пежо тип 184 из 1928. године
- Мотор Пежа тип 184, ентеријер